# Manthos Kaloudis
Matthaios "Manthos" Kaloudis (em grego:  Ματθαιος "Μάνθος" Καλούδης, 1911 – 1990) foi um ciclista olímpico grego. Representou seu país em três eventos durante os Jogos Olímpicos de Verão de 1948.